# Luna (grupo español)
Luna fue una banda española de tecno-pop formada en 1981 en Ponferrada. Su mayor éxito fue el sencillo «Mi verdad» y su álbum homónimo de debut.

## Historia
«Luna» en sus comienzos era fundamentalmente un dúo formado por la cantante Marián Fernández y el teclista y compositor Carlos Blanco. El bajista Berto Soto y el guitarrista Diego González completaban la formación. 
El grupo tenía un sonido similar a otros grupos de tecno-pop de los primeros 80 como Mecano, Olé Olé o Vídeo, aunque su sonido era menos electrónico y también estaban influenciados por la música pop de los años 60.
En 1982 presentaron sus maquetas en Madrid y les fichó la discográfica «MR», subsello de Ariola fundando por Paco Martín y Julio Ruiz. En enero de 1983 hacían su debut discográfico con el tema «Es un sueño», incluido en el recopilatorio «4473910» junto a otras bandas del subsello «MR». 
En la primavera de 1983 se publicó «Luna», su álbum homónimo de debut, del que se extrajo el pegadizo sencillo «Mi verdad», uno de los mayores éxitos del tecno-pop español de la época. Ese mismo año telonearon a OMD en su gira española.
En 1985 publicaron su segundo álbum titulado «Dioses perdidos» en el sello «Twins». Fue un disco casi 'maldito' y sin apenas repercusión en comparación con su debut. Además de Carlos y Marián, en el disco tocaron Juan Ferro (guitarra), Manuel Toro (bajo y teclado) y Carlos Torero (batería).
El grupo no volvió a grabar nada, aunque «Mi verdad» ha mantenido su popularidad, apareciendo en recopilatorios como «La Edad de Oro del pop español» o «Grandes éxitos del tecno pop nacional».

## Discografía

### Álbumes
- «Luna» (1983).
- «Dioses perdidos» (1985).

### Sencillos
- «Es un sueño» (1983).
- «Mi verdad» (1983).
- «Tú de qué vas» (1984).
- «Quién eras» (1985).